# Wodziany (gromada)
Wodziany (do 23 VI 1970 Szymonowo) – dawna gromada, czyli najmniejsza jednostka podziału terytorialnego Polskiej Rzeczypospolitej Ludowej w latach 1954–1972.
Gromady, z gromadzkimi radami narodowymi (GRN) jako organami władzy najniższego stopnia na wsi, funkcjonowały od reformy reorganizującej administrację wiejską przeprowadzonej jesienią 1954 do momentu ich zniesienia z dniem 1 stycznia 1973, tym samym wypierając organizację gminną w latach 1954–1972.
Gromadę Wodziany z siedzibą GRN w Wodzianach utworzono 24 czerwca 1970 w powiecie morąskim w woj. olsztyńskim w związku z przeniesieniem siedziby GRN gromady Szymonowo z Szymonowa do Wodzian i zmianą nazwy jednostki na gromada Wodziany.
Gromada przetrwała do końca 1972 roku, czyli do kolejnej reformy gminnej.